# مقاطعة تورنر (جورجيا)
مقاطعة تورنر (بالإنجليزية: Turner County)‏ هي إحدى المقاطعات في ولاية جورجيا في الولايات المتحدة الأمريكية.